# Hamadruas signifera
Hamadruas signifera là một loài nhện trong họ Oxyopidae.
Loài này thuộc chi Hamadruas. Hamadruas signifera được Carl Ludwig Doleschall miêu tả năm 1859.